# Solre-sur-Sambre
Solre-sur-Sambre is een dorp in de Belgische provincie Henegouwen, en een deelgemeente van Erquelinnes.

## Toponymie
De naam Solre-sur-Sambre betekent "Water met Modder (sol-ara in de Keltische talen)" aan de Samber.

## Geschiedenis
Solre-sur-Sambre was een zelfstandige gemeente, tot die bij de gemeentelijke herindeling van 1977 toegevoegd werd aan de gemeente Erquelinnes.

## Demografische ontwikkeling
- Bronnen:NIS, Opm:1831 tot en met 1970=volkstellingen, 1976= inwoners per 31 december

## Bezienswaardigheden

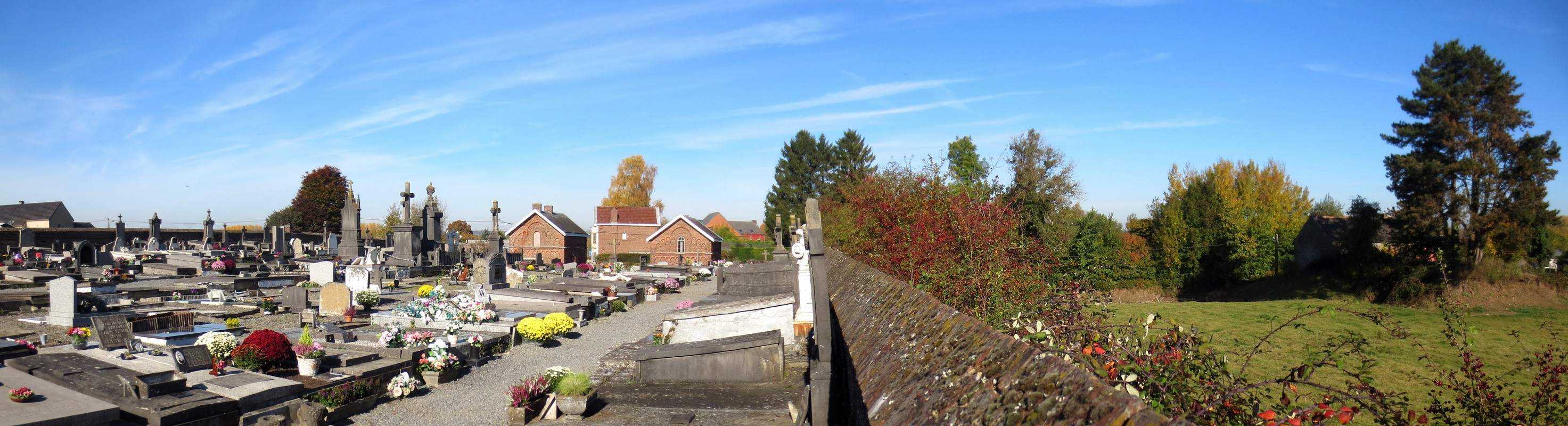
Solre-sur-Sambre

- Het Kasteel Solre-sur-Sambre, eigendom van de familie de Merode
- Sint-Medarduskerk, met gotische middenbeuk uit de 15e eeuw. Nog acht pilaren stammen uit de 13e eeuw. Een doopvont uit 1434.
- Ruïne van de Abdij van de Thure, een Augustinessenklooster, gesticht in 1244
- Menhir Pierre Martine

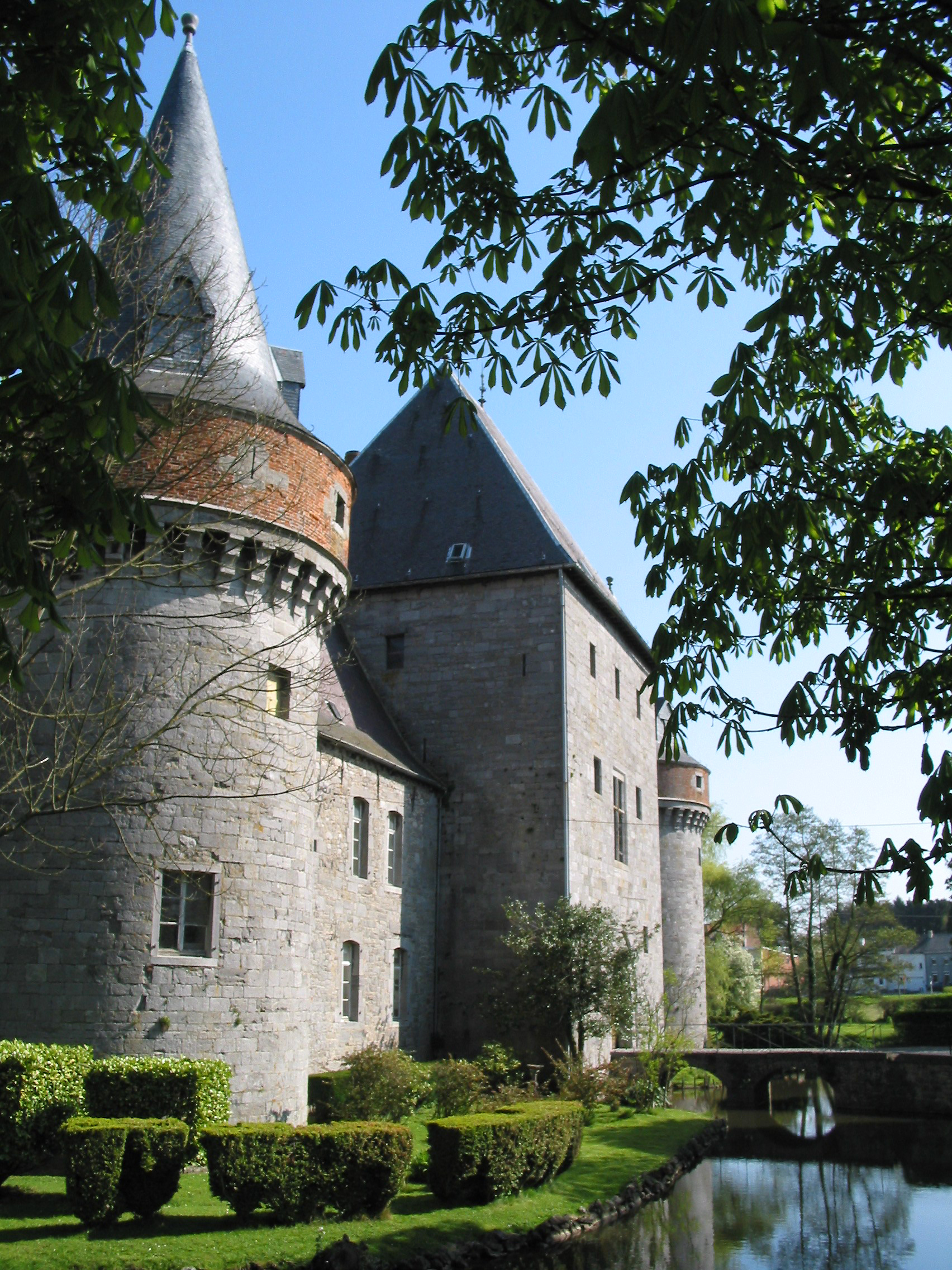
Kasteel van Solre-sur-Sambre.
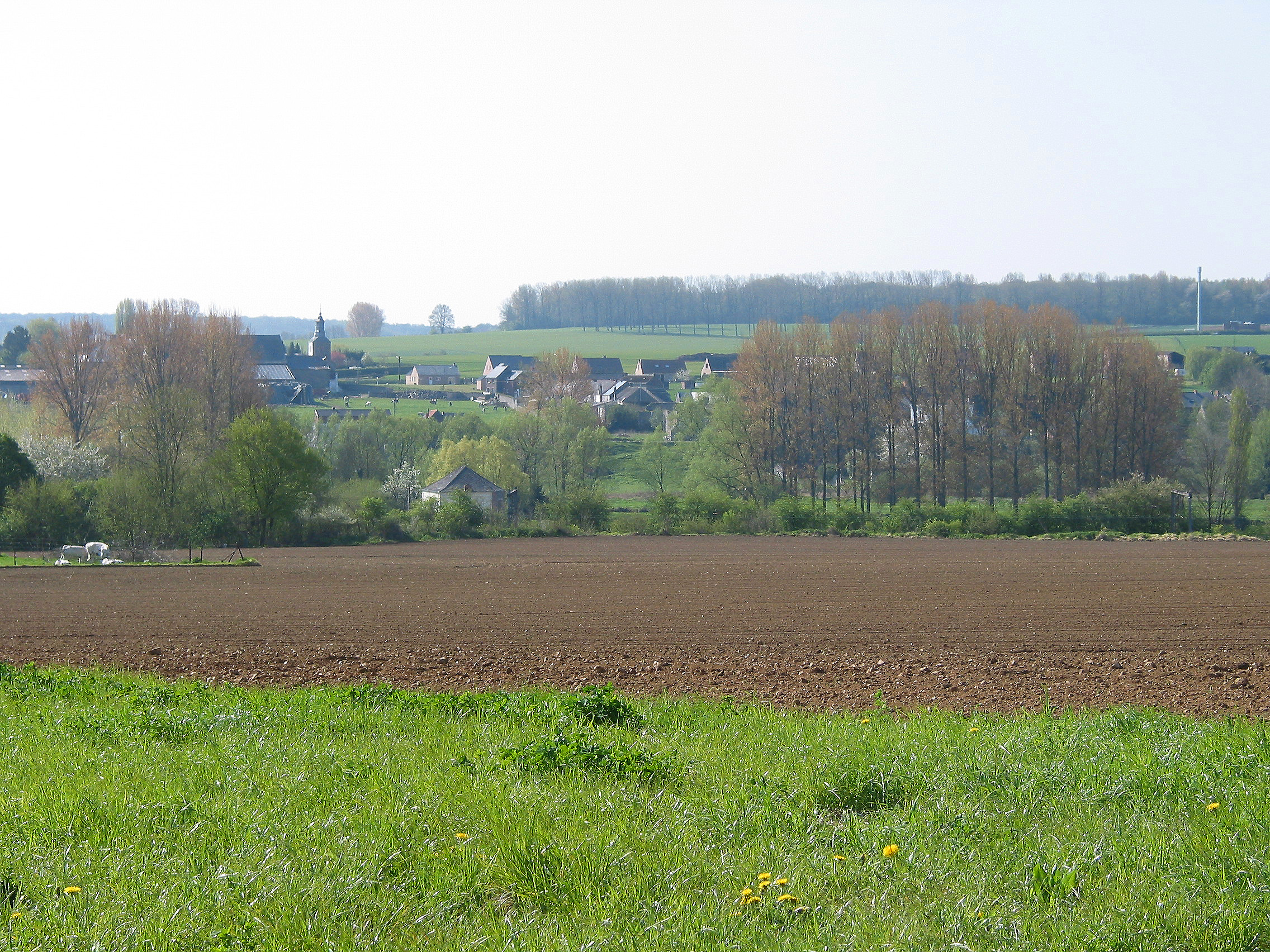
Het dorp.

## Sport
Voetbalclub US Solrézienne is aangesloten bij de KBVB. In 2014 promoveerde de club voor het eerst naar de nationale reeksen.

## Bekende inwoners

### Geboren
- Willy Frère (1916 - 1985), politicus